# Сукочев, Грег
Григорий (Грег) Сукочев (англ. Grigory (Greg) Sukochev, род. 18 февраля 1988, Ташкент) — австралийский волейболист, разыгрывающий. Участник летних Олимпийских игр 2012 года.

## Биография
Грег Сукочев родился 18 февраля 1988 года в Ташкенте (сейчас в Узбекистане).
В 5-летнем возрасте вместе с семьёй эмигрировал в Австралию.
Начал заниматься волейболом в начальной школе. В школьные годы параллельно играл в классический и пляжный волейбол, выступал за юниорские сборные Австралии по обоим видам спорта, но в итоге сосредоточился на классической разновидности игры. В составе юниорской сборной страны по пляжному волейболу выступал на чемпионате Азии, где австралийцы дошли до четвертьфинала.
До 2007 года играл за университетский клуб «Лайон» в Австралии, после чего перебрался в шведский «Линчёпинг», в котором выступал в течение двух сезонов. В сентябре 2009 года перешёл в польский «Фарт» из Кельце. С 2011 года выступал за словацкий «Гуменне», в составе которого выигрывал чемпионат и Кубок страны. В сезоне-2015/16 защищал цвета румынского «Бухареста».
12 ноября 2006 года дебютировал в сборной Австралии по волейболу в матче против Аргентины в Канберре.
В 2008 году участвовал в Кубке Азии в Накхонратчасиме, где австралийцы стали пятыми.
В 2012 году вошёл в состав сборной Австралии по волейболу на летних Олимпийских играх в Лондоне, поделившей 9-10-е места. Провёл 4 матча, набрал 1 очко в матче со сборной Болгарии.
В 2016 году был капитаном сборной Австралии в Мировой лиге, сменив травмированного Тома Эдгара.
По окончании сезона-2015/16 завершил игровую карьеру.